# Praxis mit Meerblick – Was wirklich zählt

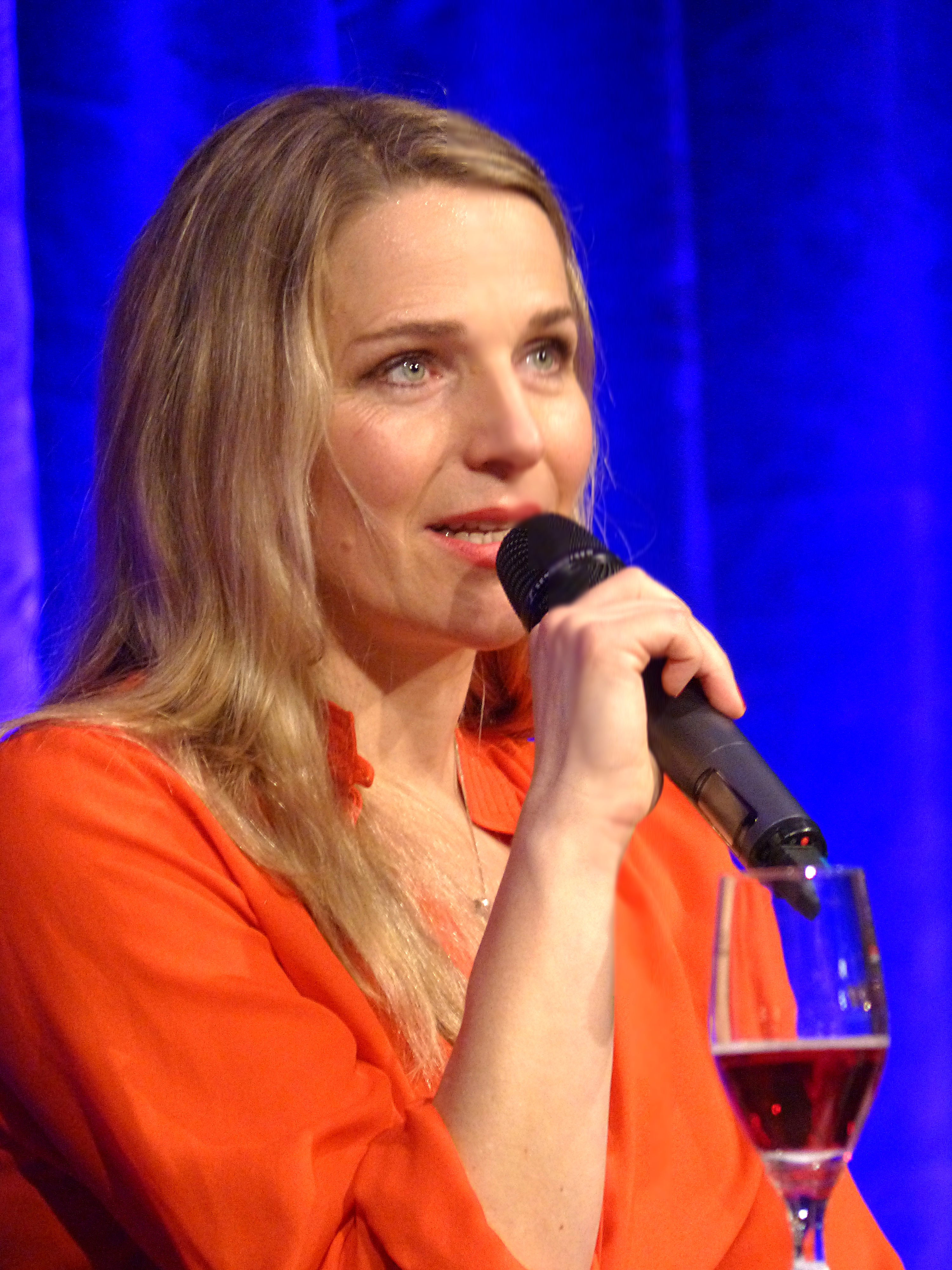
Hauptdarstellerin Tanja Wedhorn, 2015

Praxis mit Meerblick – Was wirklich zählt ist ein deutscher Fernsehfilm aus dem Jahr 2022, der von Jan Ruzicka inszeniert wurde. Der Film ist Teil der erfolgreichen ARD-Reihe Praxis mit Meerblick, die seit 2016 produziert wird und sich um das Leben und die Herausforderungen der Ärztin Nora Kaminski dreht, die von Tanja Wedhorn gespielt wird.

## Handlung
Die Handlung des Films Praxis mit Meerblick – Was wirklich zählt dreht sich um die Ärztin Nora Kaminski, gespielt von Tanja Wedhorn, die auf der Insel Rügen eine Praxis betreibt. Nora, die für ihre empathische und patientennahe Art bekannt ist, steht vor einer schwierigen Entscheidung, die nicht nur ihre berufliche Zukunft betrifft, sondern auch tiefgreifende Auswirkungen auf ihr Privatleben haben könnte.
Der Film beginnt mit der Vorstellung von Nora Kaminski, die in ihrer Praxis auf Rügen arbeitet und sich durch ihre besondere Hingabe für ihre Patienten auszeichnet. Ihre Praxis ist ein wichtiger Anlaufpunkt für die Bewohner der Insel, und Nora ist bei ihnen sehr beliebt. Doch Nora steht vor einer großen Herausforderung, als die Blutwerte einer jungen Patientin mit einer Stoffwechselerkrankung sich drastisch verschlechtern. Die Patientin, die Nora sehr am Herzen liegt, benötigt eine spezielle Behandlung, die über das übliche Maß hinausgeht.
Während Nora sich um die medizinischen Bedürfnisse ihrer Patientin kümmert, wird sie auch mit persönlichen Dilemmata konfrontiert. Die Möglichkeit, die Praxis zu kaufen und damit das Lebenswerk ihres Kollegen Richard fortzuführen, stellt sie vor eine schwierige Entscheidung. Die Verantwortung für die Praxis und ihre Patienten wiegt schwer, und Nora muss abwägen, was für sie persönlich und beruflich „wirklich zählt“.
Im Laufe des Films wird deutlich, dass Noras Entscheidung nicht nur von finanziellen oder praktischen Überlegungen abhängt, sondern auch von ihren Werten und ihrer Vorstellung von Fürsorge und Gemeinschaft. Die Beziehung zu ihren Patienten und die Unterstützung, die sie von der Inselgemeinschaft erhält, spielen eine entscheidende Rolle in ihrem Entscheidungsprozess.

## Besetzung

### Hauptbesetzung
- Tanja Wedhorn als Nora Kaminski: Tanja Wedhorn spielt die Hauptrolle der Nora Kaminski, einer engagierten Ärztin ohne Doktortitel, die auf der Ostseeinsel Rügen praktiziert. Wedhorn ist bekannt für ihre Fähigkeit, starke, empathische Charaktere zu verkörpern, und bringt eine Tiefe in die Rolle der Nora Kaminski, die das Publikum berührt und inspiriert.[2]
- Benjamin Grüter als Dr. Hannes Stresow: Benjamin Grüter übernimmt die Rolle des Dr. Hannes Stresow, eines Kollegen und engen Vertrauten von Nora Kaminski. Grüters Darstellung des Dr. Stresow fügt der Serie eine Schicht der Professionalität und Menschlichkeit hinzu, die die medizinischen und persönlichen Herausforderungen, mit denen die Charaktere konfrontiert sind, unterstreicht.[2]
- Dirk Borchardt als Peer Kaminski: Dirk Borchardt spielt Peer Kaminski, den Ex-Ehemann von Nora Kaminski. Borchardts Leistung verleiht der komplexen Beziehung zwischen Nora und Peer Glaubwürdigkeit und Tiefe, was die emotionalen Spannungen innerhalb der Geschichte verstärkt.[2]

### Nebenbesetzung (Auswahl)
- Morgane Ferru als Mandy Petersen: Morgane Ferru spielt Mandy Petersen, eine unterstützende Figur im Leben von Nora Kaminski. Ferrus Darstellung bringt eine jugendliche Energie und Optimismus in die Serie, die das Gemeinschaftsgefühl auf Rügen verstärkt.[2]
- Lukas Zumbrock als Kai Kaminski: Lukas Zumbrock übernimmt die Rolle von Kai Kaminski, einem weiteren Familienmitglied in der komplexen Welt von Nora Kaminski. Zumbrocks Performance fügt der Familiendynamik eine zusätzliche Dimension hinzu.[2]
- Petra Kelling als Roswitha Wing: Petra Kelling spielt Roswitha Wing, eine charakterstarke Bewohnerin von Rügen, deren Interaktionen mit Nora Kaminski tiefere Einblicke in die Gemeinschaft der Insel bieten.[2]
- Lene Oderich als Emilia Gerber: Lene Oderich stellt Emilia Gerber dar, eine junge Patientin von Nora Kaminski, deren Geschichte einen zentralen Handlungsstrang des Films bildet. Oderichs Leistung ist besonders berührend und zeigt die Herausforderungen und Hoffnungen junger Menschen auf.[2]

## Produktion und Veröffentlichung
Die Dreharbeiten zu Praxis mit Meerblick – Was wirklich zählt fanden vom 20. April 2021 bis 22. Juni 2021 statt. Als Drehorte dienten neben der Ostseeinsel Rügen auch Berlin und weitere Orte in Mecklenburg-Vorpommern, darunter Sassnitz, Stralsund und Ralswiek. Diese Auswahl an Drehorten spiegelt die Vielfalt und Schönheit der deutschen Ostseeküste wider und bietet einen authentischen Hintergrund für die Handlung des Films.
Die Produktion wurde von der Real Film Berlin übernommen, einer Filmproduktionsfirma, die seit ihrer Gründung im Jahr 2011 eine Reihe erfolgreicher Projekte realisiert hat. Die Herausforderungen während der Dreharbeiten waren aufgrund der COVID-19-Pandemie besonders groß. Es mussten strenge Arbeitsschutzauflagen eingehalten werden, um die Gesundheit aller Beteiligten zu gewährleisten. Dazu gehörten regelmäßige Corona-Tests, die Einhaltung von Abstandsregeln und die Nutzung von Schutzmasken, wobei die Hygienebeauftragte Betty Hellwig eine zentrale Rolle spielte.
Die Erstausstrahlung von Praxis mit Meerblick – Was wirklich zählt erfolgte am 8. April 2022 um 20:15 Uhr im Ersten. Bereits einen Tag vorher, am 7. April 2022, war der Film in der ARD Mediathek verfügbar, was den Zuschauern die Möglichkeit bot, den Film flexibel und unabhängig vom linearen Fernsehprogramm zu sehen. Diese Veröffentlichungsstrategie unterstreicht die zunehmende Bedeutung von Streaming-Diensten und Online-Mediatheken im deutschen Fernsehmarkt.

## Rezeption
Die Kritik von TV Spielfilm hebt hervor, dass der Film „bewegende Momente“ bietet, jedoch auch von „noch mehr Klischees“ geprägt ist. Diese Mischung aus emotionaler Tiefe und vorhersehbaren Elementen scheint ein wiederkehrendes Thema in den Bewertungen zu sein. Tittelbach.tv kritisiert ebenfalls die Formelhaftigkeit der Handlung, die ähnlich in anderen ARD-Freitagsreihen wie Die Eifelpraxis und Die Inselärztin zu finden ist. Trotzdem wird die handwerkliche Umsetzung als meist auf gutem Niveau beschrieben.
Die Rezension auf Prisma.de betont, dass der Film neben den medizinischen Herausforderungen auch heitere private Momente beinhaltet, was auf eine ausgewogene Darstellung von beruflichen und persönlichen Aspekten hindeutet. Die ARD Degeto Film hebt hervor, dass der Film die Hoffnung auf Liebe, Glück und Selbstbestimmtheit aus unterschiedlichen Blickwinkeln betrachtet, was auf eine tiefere thematische Auseinandersetzung schließen lässt.
Die Zuschauerreaktionen, wie sie auf verschiedenen Plattformen wie der ARD Mediathek und Wunschliste.de dokumentiert sind, zeigen ein gemischtes Bild. Einige Zuschauer loben die Entwicklung der Charaktere und die realistische Darstellung der medizinischen Thematik. Andere kritisieren jedoch, dass die Serie an Unterhaltungswert verloren habe und zu problembehaftet sei, wie aus Kommentaren auf der TV Wunschliste hervorgeht.
Einige Rezensionen heben spezifische Aspekte des Films hervor, die besonders gut ankamen. Die Darstellung von Tanja Wedhorn als Nora Kaminski wird oft gelobt: Ihre Fähigkeit, die Figur authentisch und mit emotionaler Tiefe zu verkörpern, wird als Stärke des Films gesehen. Ebenso wird die Leistung von Lene Oderich, die die junge Patientin Emilia spielt, als berührend beschrieben.